# Bloque (informática)
Un bloque, en informática, es la cantidad más pequeña de datos que pueden transferirse en una operación de entrada/salida entre la memoria principal de un ordenador y los dispositivos periféricos o viceversa.
El tamaño del bloque o registro físico dependerá de las características del ordenador. En la mayoría de los casos el tamaño del bloque suele ser mayor que el del registro lógico. La adaptación consiste en empaquetar en cada bloque tantos registros lógicos como se pueda. El empaquetamiento puede ser de tipo fuerte o débil, según que se permita o no aprovechar el sobrante de un bloque, situando registros a caballo entre dos bloques contiguos.
- Datos: Q1146944